# Chimarra sythoffi
Chimarra sythoffi är en nattsländeart som beskrevs av Georg Ulmer 1951. Chimarra sythoffi ingår i släktet Chimarra och familjen stengömmenattsländor. Inga underarter finns listade i Catalogue of Life.